# 高木正成
高木 正成（たかぎ まさなり）は、安土桃山時代から江戸時代前期にかけての武将・大名。河内国丹南藩の第2代藩主。官位は従五位下・主水正。

## 略歴
初代藩主・高木正次の長男として近江国にて誕生した。母は大久保忠佐の養女。幼名は善次郎。
慶長3年（1598年）より徳川家に仕え、慶長5年（1600年）の第二次上田合戦では父と共に真田昌幸を攻めた。慶長19年（1614年）、大坂冬の陣に従軍して戦功を挙げ、上総国内に1000石を与えられた。翌年の大坂夏の陣においても天王寺口で戦い、戦傷を負いながらも武功を挙げたため、さらに1000石を加増された。寛永7年（1630年）、父の死去により跡を継ぐ。このとき、先の2000石を長男の正弘と次男の正好に分与している。
小田原城守衛や御書院番頭などを務めたことから上総国内に3000石を加増され、後に大番頭にもなった。寛永12年（1635年）3月11日、49歳で死去し、跡を長男の正弘が継いだ。

## 系譜
- 父：高木正次（1563年 - 1631年）
- 母：大久保忠佐養女
- 正室：山口重政の養女 - 竹田某の娘
  - 長男：高木正弘（1613年 - 1658年）
- 生母不明の子女
  - 次男：高木正好
  - 三男：高木正房
  - 女子：渡辺吉綱正室
  - 女子：丹羽氏定正室
  - 女子：設楽貞辰室